# 2,4,6-三氯苯酚
2,4,6-三氯苯酚（TCP）是一种氯代苯酚，可用作杀真菌剂、除草剂、殺蟲劑、消毒剂、落叶剂以及防腐剂。它是浅黄色透明的晶体，带有强烈的酚醛气味。加热分解会产生有毒和腐蚀性的气体，包括氯化氢和氯气。